# St. Peter und Paul (Kronau)

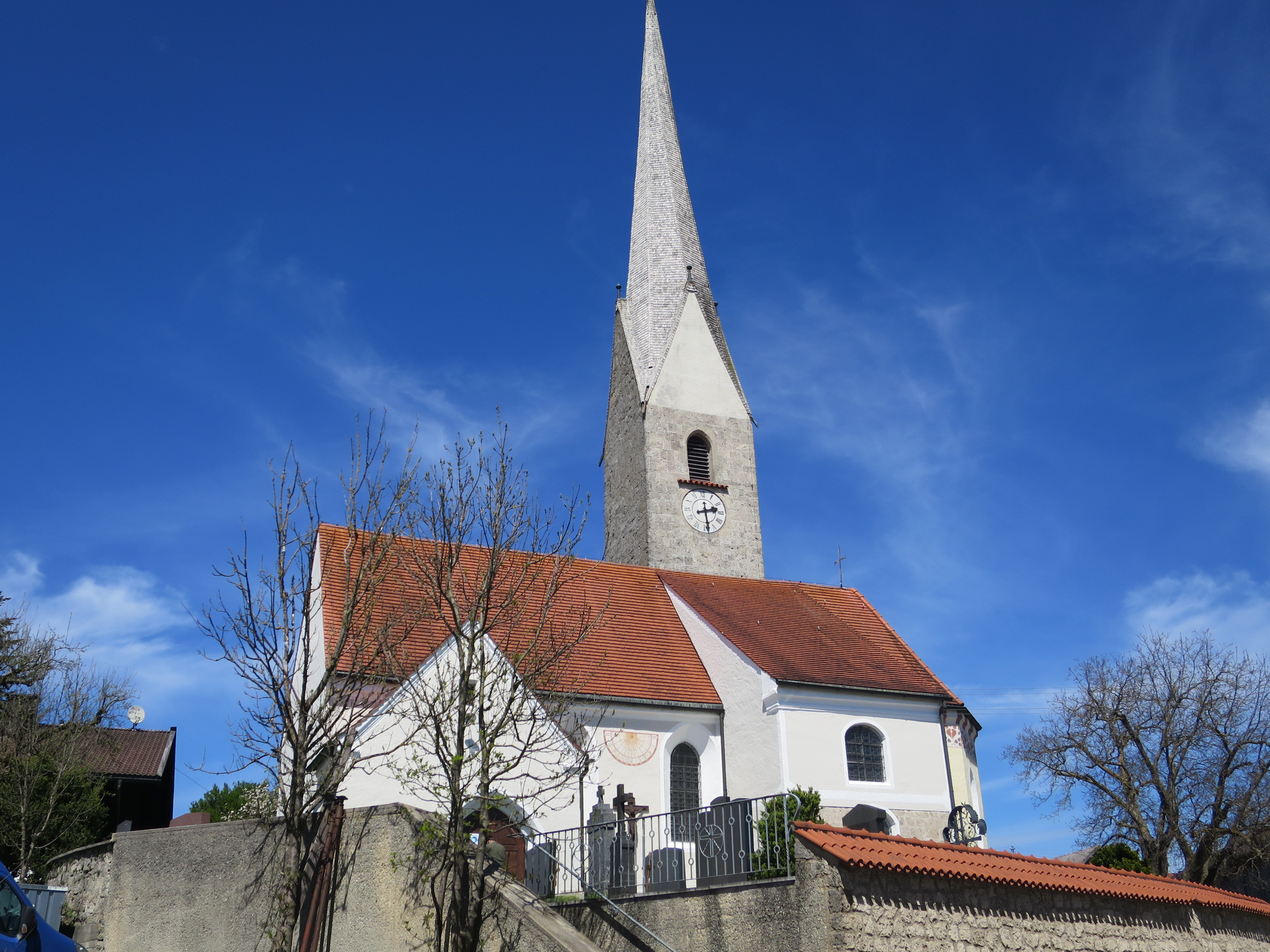
St. Peter und Paul in Kronau

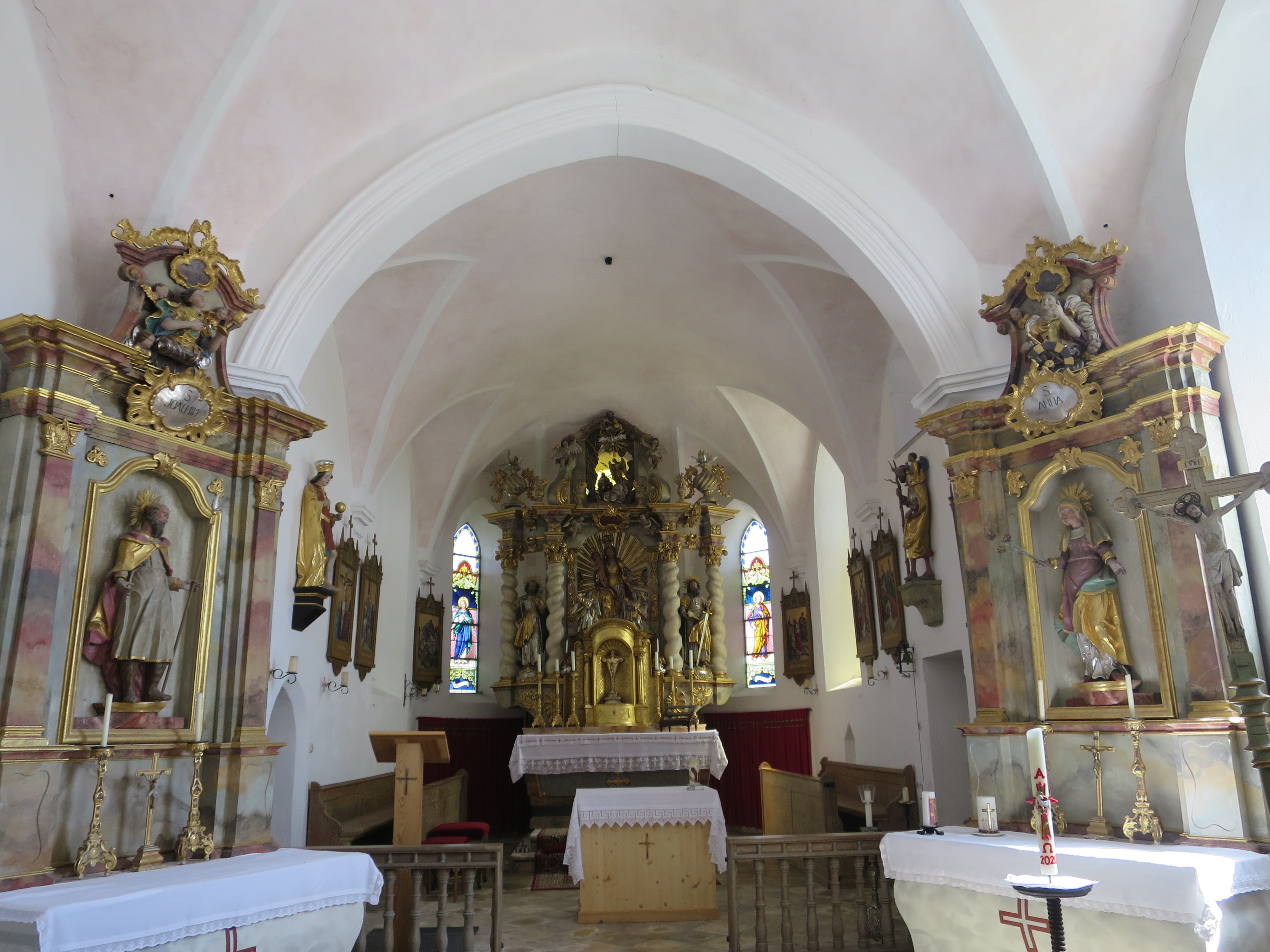
Innenansicht

Die römisch-katholische Filialkirche St. Peter und Paul steht in Kronau, einem Gemeindeteil von Emmering im oberbayerischen Landkreis Ebersberg. Das Bauwerk ist in der Liste der Baudenkmäler in Emmering (Landkreis Ebersberg) als Baudenkmal unter der Nr. D-1-75-136-14 eingetragen. Die Kirche gehört zum Dekanat Ebersberg im Erzbistum München und Freising.

## Beschreibung
Die spätgotische Saalkirche vom Ende des 15. Jahrhunderts wurde 1795 barock überarbeitet. Sie besteht aus dem Langhaus zu drei Jochen, dem eingezogenen, dreiseitig geschlossenen Chor im Osten, dem mit einem spitzen Helm bedeckten Chorflankenturm aus Quadermauerwerk an der Nordwand und der Sakristei, in deren Obergeschoss ein Oratorium eingerichtet wurde, an der Südwand des Chors.